# Ергевіца
Ергевіца (рум. Erghevița) — село у повіті Мехедінць в Румунії. Входить до складу комуни Шиміан.
Село розташоване на відстані 263 км на захід від Бухареста, 10 км на схід від Дробета-Турну-Северина, 87 км на захід від Крайови.

## Населення
За даними перепису населення 2002 року у селі проживали 400 осіб.
Національний склад населення села:
| Національність | Кількість осіб | Відсоток |
| -------------- | -------------- | -------- |
| румуни         | 368            | 92,0%    |
| цигани         | 32             | 8,0%     |

Рідною мовою назвали:
| Мова      | Кількість осіб | Відсоток |
| --------- | -------------- | -------- |
| румунська | 368            | 92,0%    |
| циганська | 32             | 8,0%     |